# Rambler Marlin
El Rambler Marlin (más tarde denominado AMC Marlin) es un automóvil fastback de dos puertas producido en los Estados Unidos por American Motors Corporation entre 1965 y 1967. Lanzado para potenciar el efecto halo extensible a toda la gama de la empresa, se comercializó como un automóvil de lujo personal.
En 1965 se vendió como "Rambler Marlin", pero ya en 1966 solo presentaba la identificación "Marlin" y pasó a denominarse oficialmente "AMC Marlin", al igual que el modelo de 1967.
Su diseño con techo prolongado a lo largo del portón posterior se presentó en el prototipo Rambler Tarpon de 1964, basado a su vez en el compacto Rambler American. Los Marlin de serie del modelo del año 1965 y de 1966 eran versiones fastback del Rambler Classic de techo rígido de dos puertas de tamaño mediano. El año 1967 trajo un rediseño importante en el que el automóvil recibió el nuevo chasis más largo del AMC Ambassador, un automóvil de tamaño completo. Esta versión tenía un capó más largo y numerosas mejoras, incluyendo más espacio interior y nuevos motores V8.

## Origen

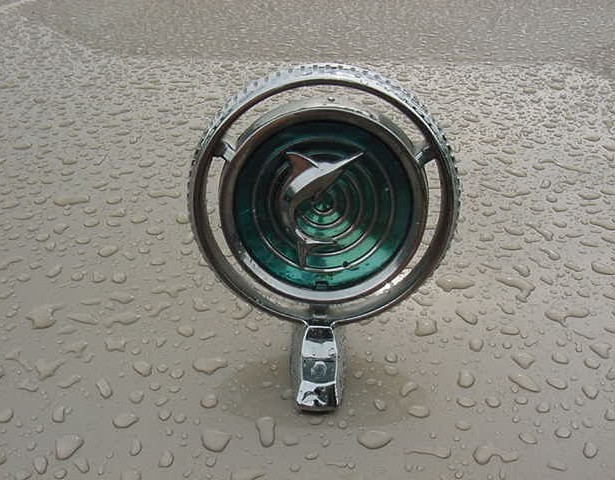
Adorno del capó (1965 y 1966)

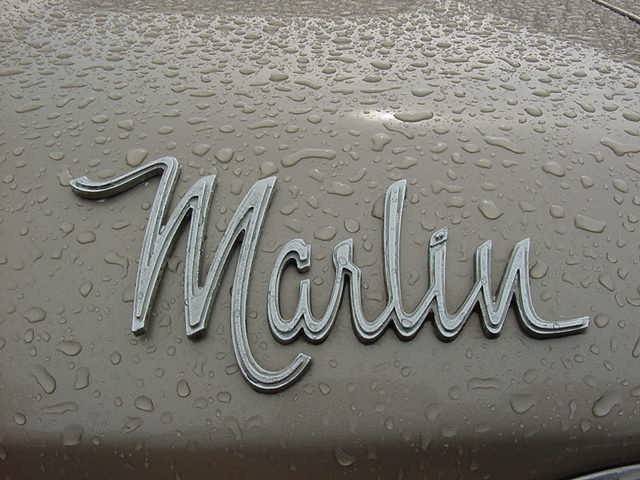
Emblema de un Marlin

A medida que aumentó la prosperidad estadounidense a principios de la década de 1960, se expandió el mercado de automóviles en el país. Mientras que la rentable estrategia de mercado de American Motors bajo la dirección de George Romney se había concentrado en los coches compactos y económicos, el sucesor de Romney como director ejecutivo, Roy Abernethy, buscó competir con los Tres Grandes de Detrot (General Motors, Ford y Chrysler), ampliando la presencia de las líneas de modelos de AMC a segmentos adicionales, particularmente mediante el desarrollo de un sedán deportivo y espacioso para seis pasajeros que ocuparía un nicho único en el mercado. La idea era que el nuevo automóvil fuera un modelo distintivo y exclusivo que simbolizara el nuevo carácter de la gama Rambler y que encabezara una línea completa de productos. Para ser un competidor distinto de los modelos de los Tres Grandes, debía ser un coche llamativo y de tamaño intermedio. En una época en la que otros fabricantes de automóviles enfatizaban la potencia de sus muscle cars, el nuevo modelo de AMC, el Marlin, ofrecía comodidad y amplitud.
Inicialmente, en respuesta a una propuesta de un automóvil deportivo orientado a los jóvenes, se construyó un prototipo con diseño fastback de cuatro asientos (denominado Rambler Tarpon) sobre la plataforma del Rambler American de tamaño compacto. El Rambler Tarpon se presentó en varios salones del automóvil, aunque el motor V8 "GEN-I" de AMC no encajaría en el chasis relativamente pequeño del prototipo. Además, los nuevos diseños V8 "GEN-II" todavía estaban en desarrollo, y la investigación de mercado demostró que un motor de seis cilindros por sí solo no satisfaría a los clientes potenciales. La gerencia del pequeño fabricante de automóviles quería cambiar "su tono" con "una especie de respuesta 'mejorada' razonablemente deportiva al Mustang de Ford". La apariencia de "fastback" supuso la actualización de los sedanes construidos después de la Segunda Guerra Mundial, como el Nash Ambassador de la década de 1940.
En última instancia, y en línea con la nueva estrategia de mercado de Roy Abernethy, se tomó la decisión de construir el nuevo modelo fastback sobre la plataforma de tamaño intermedio de AMC que se usaba en los Rambler Classic. El equipo de desarrollo, bajo la dirección del brillante diseñador estadounidense Dick Teague, tuvo que trabajar con presupuestos considerablemente más pequeños que sus colegas de las Tres Grandes de Detroit para proyectar el nuevo Marlin. Crearon un fastback grande, espacioso y lujoso, que incorporó una serie de características de diseño del prototipo Tarpon. La línea distintiva del techo desde el parabrisas con el "tragaluz" del Marlin permitía mantener la continuidad de una verdadera línea fastback. Sin embargo, se tuvo que elevar el techo sobre el espacio de los pasajeros traseros cuando Abernethy, que medía 193 cm de estatura, insistió en poder sentarse en el asiento trasero de las maquetas a escala real que se estaban preparando. Teague había trabajado para Chrysler como estilista a mediados de la década de 1950, y el estilo fastback del prototipo Chrysler Norseman de 1956 "se parecía al del Rambler Marlin cupé fastback de 1965, o viceversa, era (se decía) algo asombroso."
Como el Marlin estaba dirigido al segmento de "lujo personal" en evolución, su larga lista de equipos estándar se complementó con numerosas opciones que permitieron a los compradores personalizar su automóvil.

## 1965

### Lanzamiento
American Motors presentó el Marlin como una nueva incorporación a la autodenominada línea de modelos "Sensible Spectaculars" de la compañía. Respaldado por una amplia publicidad y comercialización, el automóvil se anunció oficialmente el 10 de febrero de 1965 y se presentó en las salas de exhibición de los concesionarios de Rambler el 19 de marzo.
Las presentaciones de automóviles nuevos, más significativas en la década de 1960 que en la actualidad, a menudo iban acompañadas de invitaciones especiales y de mucha publicidad. El Marlin se anunció en 2.400 periódicos el día de su lanzamiento, y los comunicados de prensa de American Motors lo situaron como un objetivo para compradores que deseaban un fastback deportivo que también fuera espacioso y cómodo, lo que marcaba la diferencia con los fastback Barracuda y Mustang más pequeños que habían llegado un año antes. Siendo el primer modelo de AMC presentado después de los lanzamientos de muscle cars de la década de 1960, el Marlin estaba destinado a llenar el nicho de mercado dejado libre por sus competidores. Un año después, Chrysler entraría en ese mercado con el Dodge Charger, y un año más tarde lo haría Ford, con el Mercury Cougar.
Los anuncios iniciales del Rambler Marlin decían "ahora en producción limitada". Cada concesionario recibió una o dos unidades para aumentar el interés en las salas de exposición, mientras que las cifras de producción eran un reflejo directo del número real de concesionarios de automóviles Rambler, a los que AMC envió boletines que decían " Cómo usar el Marlin para vender el Rambler Classic". Según Tom Coupe, vicepresidente de ventas de AMC, "la razón básica por la que se produjo el Marlin fue atraer la atención hacia American Motors".
La configuración del Marlin marcó las características del diseño del Ford Galaxie "Sports Roof", del Plymouth Barracuda, del Mustang 2+2 y de los modelos fastback de 1965 de General Motors, incluidas las versiones "Sport Cupé" del Chevrolet Impala. Un libro sobre muscle cars estadounidenses comenta que los Marlin con motor V8 disponían del rendimiento adecuado para la apariencia aerodinámica del coche.

### Reacción de la prensa
El nuevo modelo tuvo una recepción desigual entre la prensa. La revista Popular Mechanics registró una aceleración de 0 a 60 mph en 10,8 segundos accionando manualmente la transmisión automática, y una eficiencia de combustible de 18,14 mpgAm (13,0 L/100 km) a una velocidad constante de 60 mph (97 km/h). La prueba de manejo de Tom McCahill en Mechanics Illustrated registró un valor de 0 a 60 mph en 9,87 segundos con el motor 327.
La revista Motor Trend encontró al Marlin bien equilibrado y dijo que se sumaba a los diversos automóviles deportivos de uso personal del mercado. El San Francisco Chronicle lo elogió y destacó la conducción sin esfuerzo a 80 mph (129 km/h). La revista Hot Rod corrió el cuarto de milla en 17,43 segundos a 79 mph (127 km/h) con el motor de 327 plg³ (5,4 L) y la transmisión "Flash-O-Matic".
El Marlin enfatizó la línea del techo rígido extendido (sin pilares) que marcó la moda del estilo contemporáneo. Sin embargo, en la páginas de la revista "Automobile Quarterly" se afirmaba que el automóvil era muy feo, y se expresó su disgusto por lo inadecuado de la ventana trasera, las posiciones del volante y de las luces de freno, la falta de suavidad de los asientos delanteros y el diseño de los pedales.

### Reacción del diseñador
Vincent Geraci (quien se convirtió en jefe de diseño e identidad de productos en Chrysler después de la compra de AMC), vio al Marlin como "un programa emocionante... Tomamos un diseño de carrocería de 1965 y lo convertimos en una versión más deportiva. Pero agrandar el coche desde su concepto original [el Tarpon] y levantarle el techo produjo un efecto adverso en su apariencia general".
Carl Cameron, diseñador del Dodge Charger original, nombró al Marlin como la única competencia para su modelo de 1966 aunque, dijo, el Marlin carecía de algunas de las características del Charger y era "muy diferente". Contrariamente a la opinión de que el Charger era un "clon" del Marlin, Cameron dijo que el punto de partida para su diseño fue el Cadillac fastback de 1949 y que cualquier similitud con el Marlin era una coincidencia. Agregó que, como resultado de la insistencia del excepcionalmente alto Abernathy en poder sentarse en el asiento trasero del Marlin, "esos coches tenían grandes techos cuadrados", mientras que el tratamiento del techo del Charger era "redondeado, mucho más agradable a la vista".

### Características y opciones
Las características estándar, que se centraron en la comodidad y la apariencia lujosa, incluyeron molduras exteriores de lujo, asientos delanteros reclinables individuales, apoyabrazos centrales delanteros y traseros (cuando se elegían asientos individuales) e interiores del modelo Ambassador de dos puertas de AMC, incluido el tablero y el panel de instrumentos. En el Marlin, el tablero estaba confeccionado con aluminio torneado. Los paneles interiores de las puertas se terminaron con alfombras y molduras de acero inoxidable, cuando muchos automóviles en ese momento tenían vinilo estampado más barato pegado a un relleno de cartón. Los cinturones de seguridad delanteros retráctiles eran opcionales. Los asientos envolventes reclinables se podían pedir con reposacabezas. El Marlin también fue uno de los primeros automóviles estadounidenses con frenos de disco delanteros (diseño de cuatro pistones, de Bendix) como estándar. Tenía frenos de tambor sin servoasistencia en la parte trasera.
Se construyeron un total de 2005 Marlin con la opción de motor más pequeño, un I6 de 232 pulgadas cúbicas (3,8 L) y 145 HP (108 kW; 147 CV). El motor V8 de 327 plg³ (5,4 L) y 270 HP (201 kW; 274 CV) con carburador de 4 cuerpos diseñado por AMC, a menudo combinado con una transmisión automática que tenía la palanca de cambios en una consola sobre el piso, representó el 42 % de la producción total, mientras que menos del 6 %, independientemente de la opción de motor, tenía la innovadora "Transmisión manual Twin-Stick" (con overdrive). Los controles montados en la consola central ofrecían una palanca más larga para las marchas regulares, con una segunda palanca más corta para la selección de la sobremarcha. Se puede cambiar como una velocidad de 5: de 1.ª a 2.ª, a 2.ª+OD, a 3.ª, a 3.ª+OD. Otras opciones incluyeron vidrios polarizados "Solex" (70 % de la producción), dirección asistida, suspensión reforzada, diferencial autoblocante "Twin-Grip", aire acondicionado, volante ajustable, elevalunas y una opción de radio AM o AM/FM con sonido monoaural (50 % de la producción) con altavoz trasero "Duo Costic" y sistema "Vibra Tone" para simular sonido estereofónico (la transmisión estéreo aún no estaba ampliamente disponible en los EE. UU.). Solo 221 Marlin se construyeron sin radio. Se disponía de una amplia gama de colores interiores y tipos de tapicería, y las opciones para el exterior, incluidos los colores para el techo y las molduras de las ventanas laterales, permitieron una mayor personalización del vehículo.

### Precios y ventas
El precio sugerido de venta fue de 3100 dólares (29 972 $ de 2023), en comparación con los 3063 de la versión de asientos corridos (seis pasajeros) del Rambler Classic 770 con techo rígido de dos puertas, que no tenía las características adicionales ni el lujoso interior del Marlin. Se vendieron 10.327 Marlin en el primer año de producción.

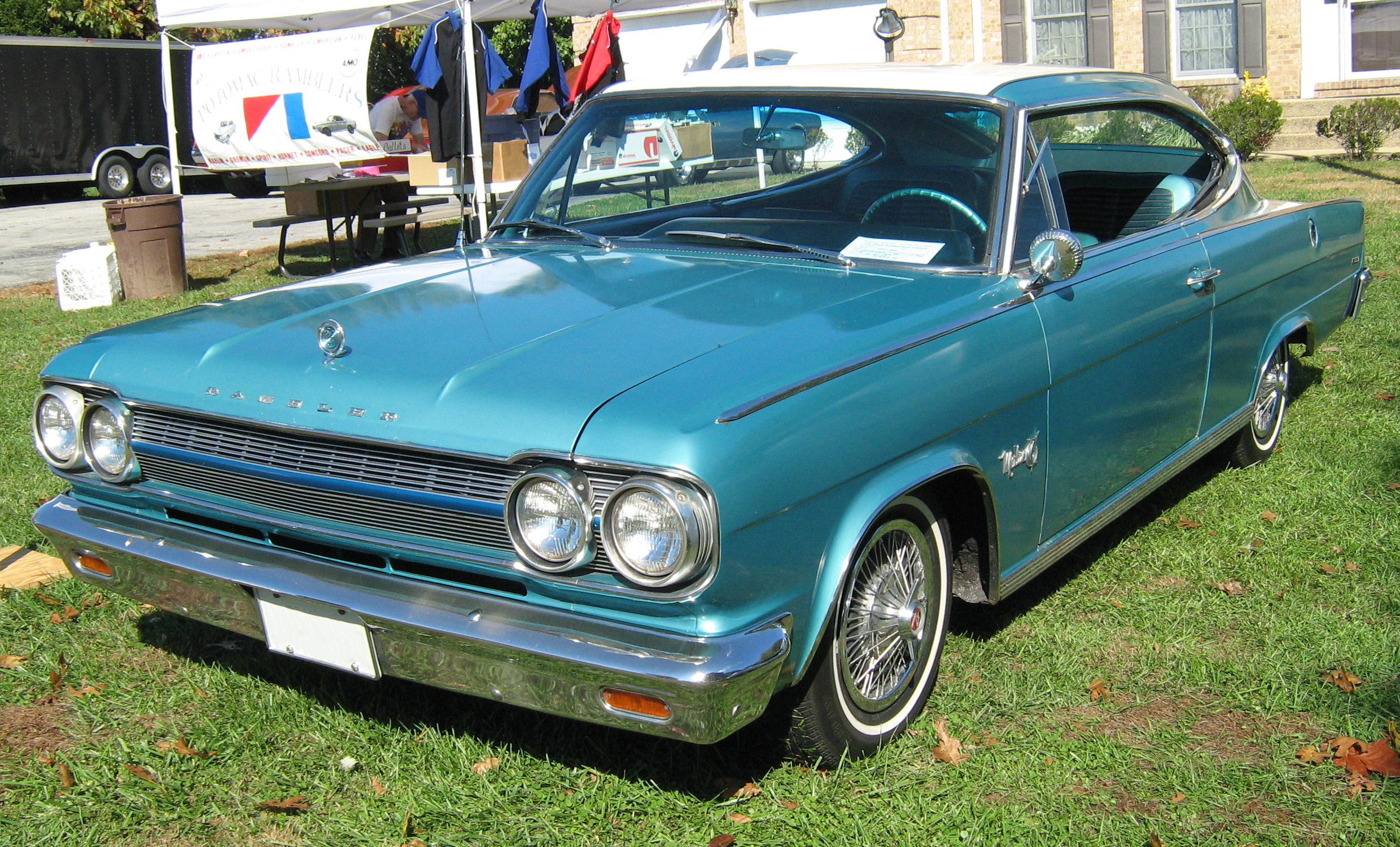
Solo los Marlins de 1965 tenían la placa de identificación "Rambler" en el capó y en el panel trasero
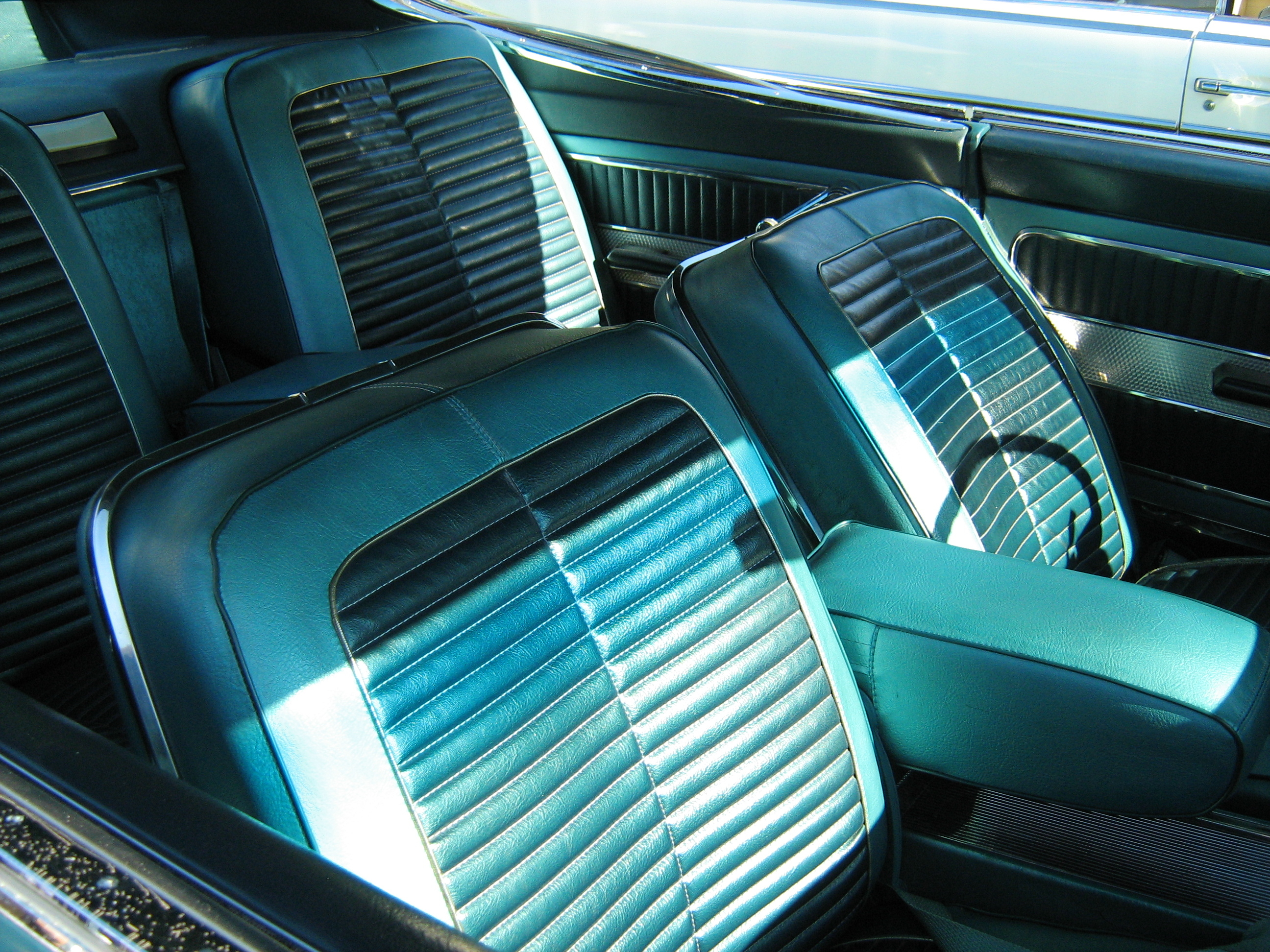
Reposabrazos delantero y trasero en el interior de un Marlin de 1965
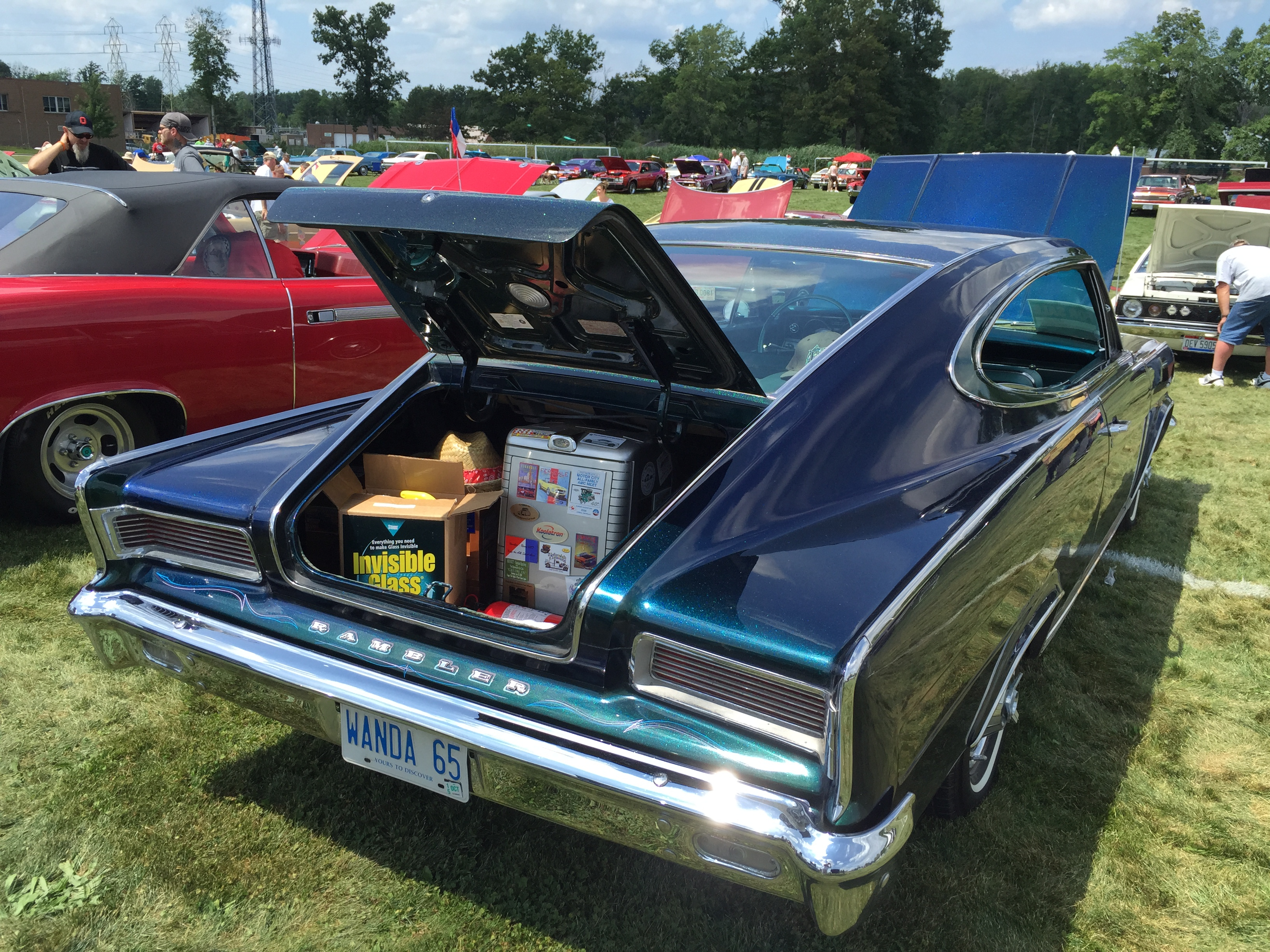
Maletero distintivo de un Marlin de 1965

## 1966

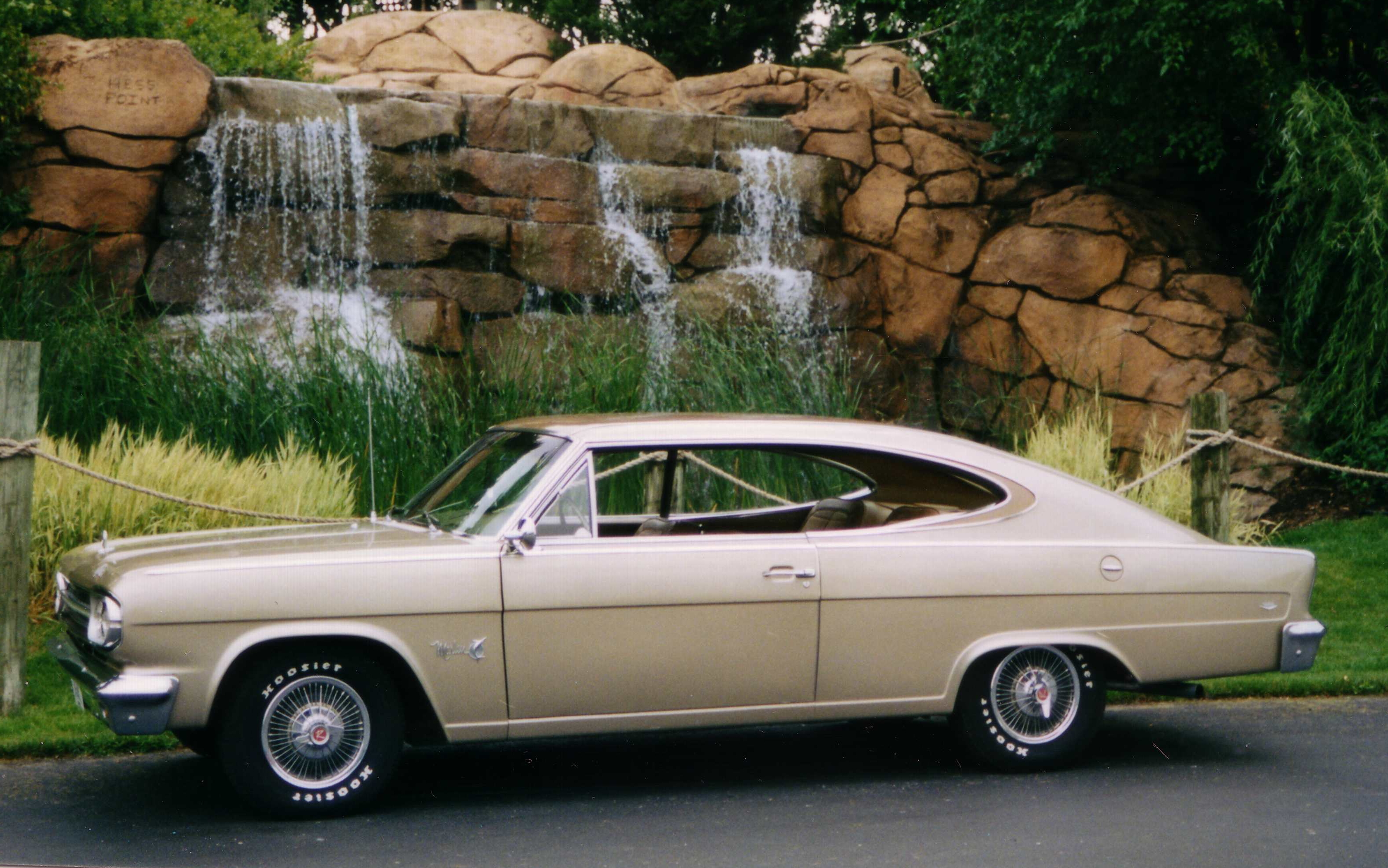
AMC Marlin de 1966 con molduras de dos tonos

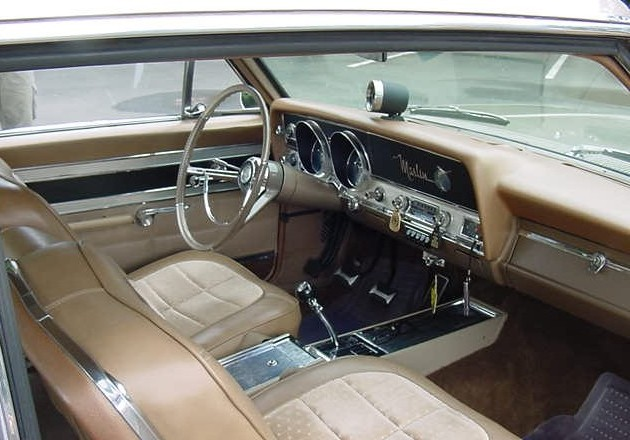
Modelo de 1966 con caja manual de 4 velocidades opcional

Como parte de la nueva versión de Roy Abernethy de la identidad corporativa de AMC, separando las líneas de automóviles más grandes de la histórica marca Rambler, que se había "convertido en sinónimo de frugalidad" y la imagen económica del automóvil compacto. El Rambler Marlin se hizo conocido como AMC Marlin a partir del modelo del año 1966. Todas las referencias a "Rambler" se eliminaron del automóvil y de los materiales promoción. Los otros cambios fueron menores (por ejemplo, una ligera modificación en la rejilla de aluminio extruido, un barra estabilizadora frontal estándar en los modelos de seis cilindros y una cubierta de techo de vinilo negro opcional que continuaba sobre la abertura del maletero). Nuevo era un tacómetro electrónico en la parte superior del tablero.
El año también vio la introducción del Dodge Charger fastback, un derivado del Dodge Coronet de tamaño intermedio de carácter deportivo en respuesta directa al Marlin. El Charger "se emparejó de inmediato en la prensa automotriz con el Marlin de American Motors, otro fastback especial". "El fastback Charger se introdujo a mitad de temporada de 1966 en respuesta al AMC Marlin, al Mustang y al Plymouth Barracuda". Juntos, el Charger y el Marlin de tamaño intermedio eran "inusuales, distintivos y formaban una clase por sí mismos". General Motors y Ford también posicionaron productos similares al Marlin como cupés especializados de "lujo personal" e introdujeron versiones fastback de dos puertas de sus líneas de automóviles de tamaño completo e intermedio.
Por su parte, AMC amplió el atractivo del mercado del automóvil al reducir el precio base a 2601 dólares (US$24 425 $ en 2023) y ofrecer más opciones, como por ejemplo las opciones de tapicería de alto nivel, así como la transmisión manual de 4 velocidades montada en la consola central o en el suelo opcionalmente y un tacómetro montado en el tablero. Las opciones suponían pequeños cambios en los precios, que fueron paralelos a los de la competencia. En comparación, Chrysler hizo algo similar con el precio y el contenido de su Dodge Charger de los modelos de los años 1966 y 1967. A pesar de estos cambios, la producción del Marlin cayó a 4547 unidades en 1966.
La comparación de las pruebas en carretera de la revista "Popular Science" de tres fastback deportivos de 1966 (Ford Mustang, Plymouth Valiant y AMC Marlin) destacaron el interior silencioso del Marlin, la tapicería de alta calidad y los asientos deslizables con respaldos ajustables que "permiten que casi cualquier conductor encuentre un relación ideal asiento-rueda-pedal", así como la "marcha mejor equilibrada en carreteras buenas y malas". El motor V8 de 287 plg³ (4,7 L) y carburador de dos cuerpos con la transmisión automática de tres velocidades logró pasar de 0 a 60 mph en 11,7 segundos, y fue el más silencioso pero el de menor respuesta de todo el grupo. Los frenos de tambor estándar del Marlin de prueba fueron criticados como inadecuados y los autores recomendaron los frenos de disco opcionales.

## 1967

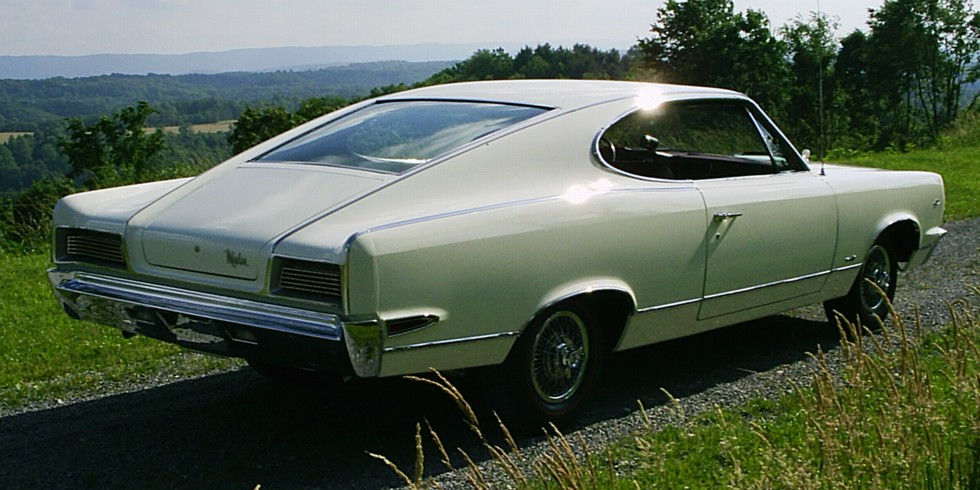
El modelo de 1967 era más grande y menos anguloso

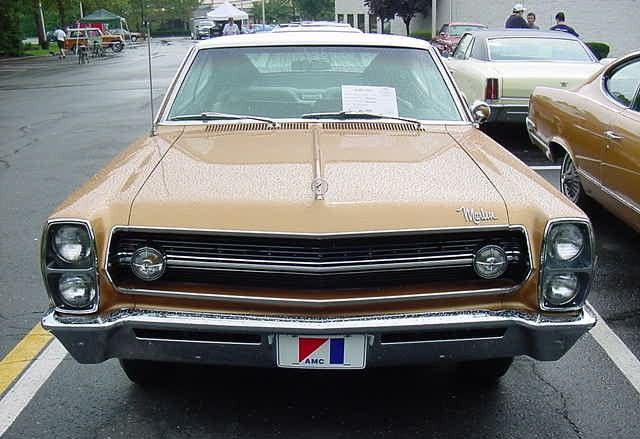
La parte delantera se compartió con el AMC Ambassador

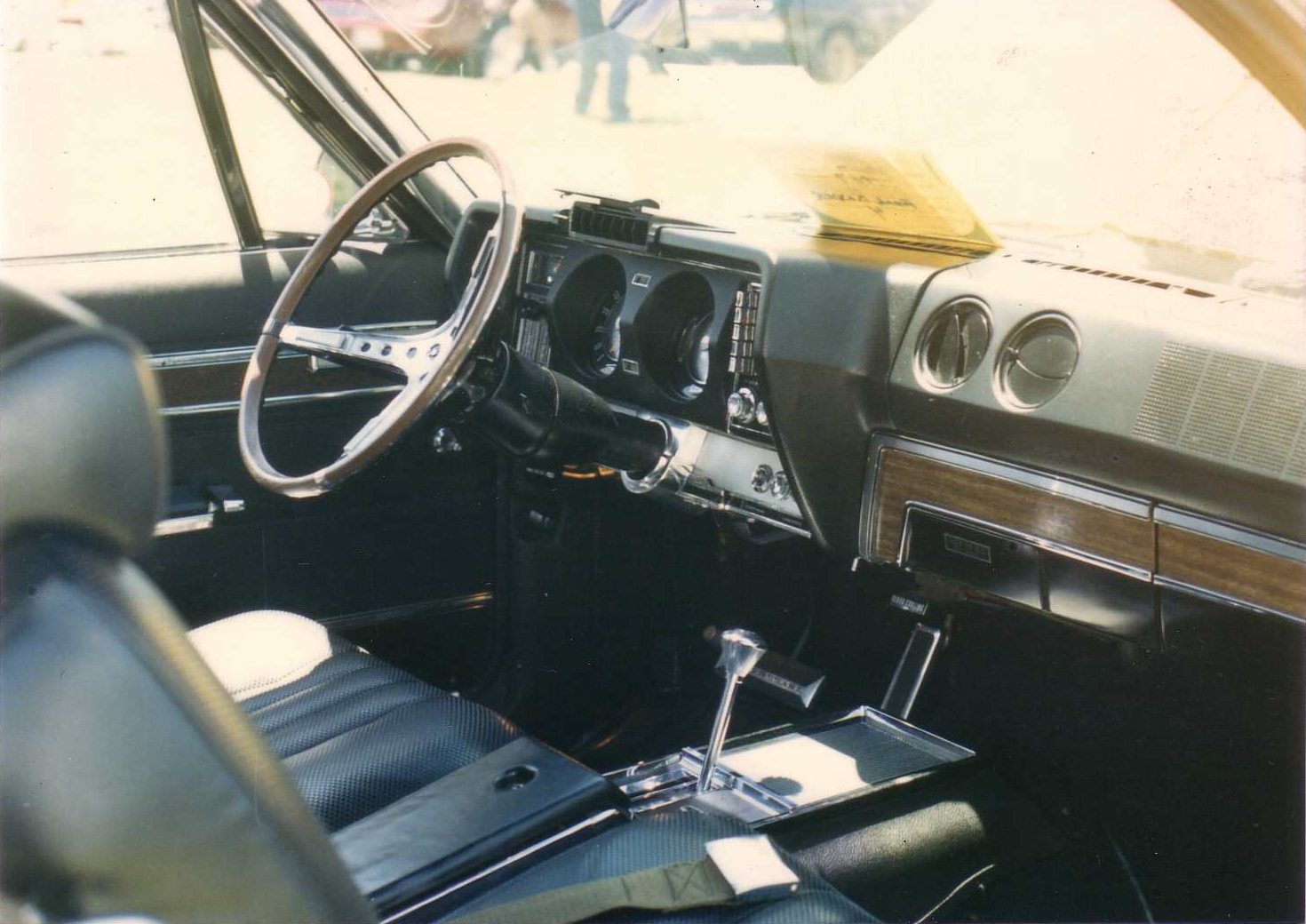
Interior orientado al lujo y la seguridad de 1967

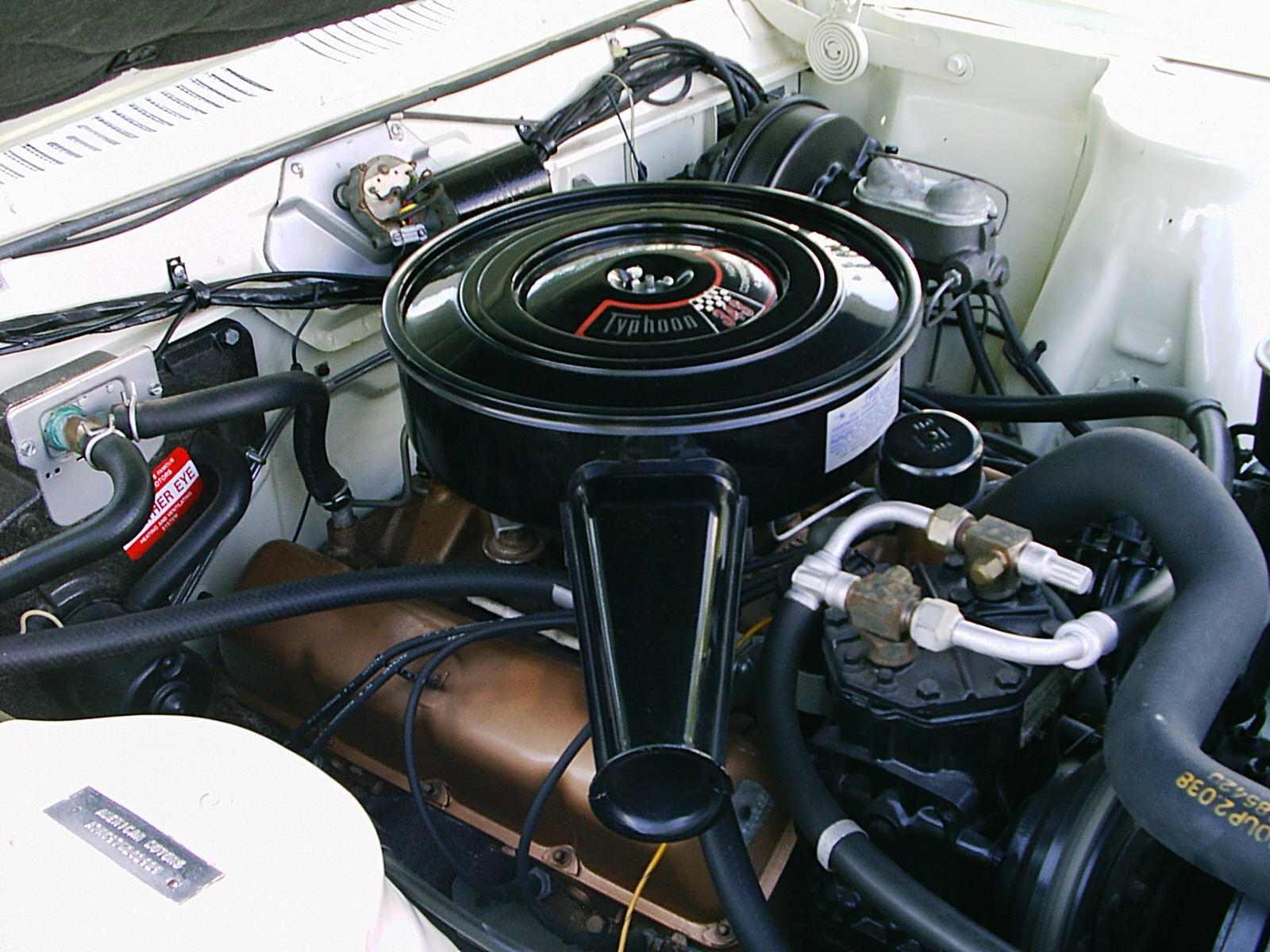
El completamente nuevo motor 343 "Typhoon" V8

El modelo del año 1967 vio un aumento en el segmento de mercado especializado que incluía "numerosos automóviles personales de lujo, como los Thunderbird, Riviera, Marlin, Charger, Toronado y Eldorado".
El Marlin se hizo más grande y más caro, y se construyó sobre la plataforma "superior" de AMC completamente rediseñada, con una distancia entre ejes de 118 plg (2997 mm), es decir, el chasis del AMC Ambassador. La remodelación para los cambios de diseño de 1967 que se realizaron principalmente en la línea "superior" de los automóviles de AMC (Ambassador, Marlin y Rebel) costó 35 millones de dólares (328 676 923 $ de 2023). La longitud total de la carrocería del nuevo Marlin aumentó en 6,5 pulgadas (165 mm), con más espacio para las piernas en el asiento trasero, además de ser más ancha, lo que resultó en 2,2 pulgadas (56 mm) de espacio interior adicional, pero en el proceso el coche ganó 350 libras (159 kg) de peso en comparación con los modelos anteriores.
Hacer el Marlin más grande fue un requisito de diseño en previsión de la entrada en 1968 del Javelin, basado en la plataforma compacta. Además, el automóvil más largo y ancho mejoraría la diferenciación de producto entre las diversas líneas de modelos de AMC. La revista Motor Trend comparó dos "especiales deportivos" (el AMC Marlin y el Dodge Charger ambos de 1967) y concluyó que los dos estaban "atrapados en el medio" porque "ninguno tiene la compacidad de los arquetipos deportivos-personales básicos como el Mustang o el Camaro, ni la elegancia necesaria para escalar socialmente" de modelos como el Cadillac Eldorado o el Buick Riviera. Más bien, "ambos apuntan al conductor que quiere un coche deportivo, pero que no quiere renunciar al espacio y a la comodidad y que no está listo para pasarse a una categoría más cara". El Marlin de 1967 era parte del pastel de ventas de automóviles deportivos con "la popular silueta fastback".
El chasis del Ambassador permitió disponer un capó más largo que armonizaba mejor con su parte trasera fastback, y se le dio a la carrocería una apariencia menos angulosa. Una tira decorativa brillante desde la abertura de la puerta hasta el parachoques trasero acentuaba el perfil de "botella de CocaCola" ligeramente levantado de los guardabarros traseros. La parte delantera compartía los faros apilados verticalmente del Ambassador en góndolas ligeramente sobresalientes y una parrilla de aluminio extruido empotrada completamente nueva con barras horizontales que se inclinaban hacia adelante en el centro. La parrilla era una versión anodizada en negro de la parrilla de "luces de rally" gemelas (estacionamiento y señal de giro) utilizadas en los modelos Ambassador DPL. El adorno del capó fue rediseñado, con un pequeño pez espada cromado engastado en plástico transparente dentro de un anillo cromado.
La característica principal era el techo fastback del Marlin con "pilares C elípticos rematados elegantemente" entre dos aletas rechonchas y cuadradas situadas en la parte trasera. El maletero era el mismo que en el modelo anterior, pero ahora sin la gran insignia redonda. Una ventana posterior más grande mejoraba la visibilidad trasera. Las nuevas luces traseras eran similares a las del automóvil de primera generación. El parachoques trasero era ligeramente diferente del que se usaba en los Ambassador y Rebel familiares, y el borde superior era una línea horizontal continua que encajaba contra la carrocería.
Teague dijo que el modelo de 1967 era 'el Marlin más atractivo que construimos'. La revista Motor Trend describió el nuevo estilo de los coches de tamaño completo de AMC como "atractivo" y "más elegante y agradable a la vista que en el 67".
El Marlin de segunda generación no tenía su propio catálogo, pero se describía en el gran folleto de ventas del Ambassador. Las características y opciones estándar del Ambassador también se incluyeron en el Marlin. Los interiores continuaron ofreciendo materiales y accesorios de primera calidad, incluyendo molduras de vetas de madera, y eran los mismos que en los modelos de techo rígido de dos puertas Ambassador 990 y DPL (con la excepción del paquete "Personalizado" que tenía dos cojines a juego) que "compiten con los coches más caros en lujo y calidad, pero son lo suficientemente duraderos como para soportar años de uso normal". Muchos Marlin se encargaron con asientos individuales reclinables que no solo presentaban un apoyabrazos central entre ellos (con un cojín central para un tercer ocupante o una consola en el suelo con selector de marchas), sino también un apoyabrazos central plegable para el asiento trasero. El diseño interior era nuevo y presentaba un panel de instrumentos orientado a la seguridad con los instrumentos y controles agrupados frente al conductor, mientras que el resto del tablero estaba desplazado hacia adelante y lejos de los pasajeros. Se eliminaron las perillas y los controles que sobresalían de cualquier área en la que el pasajero o el conductor pudieran golpearlos. El volante era más pequeño que el que se usaba antes y la columna ahora estaba diseñada para colapsar bajo impacto. Una nueva función de cambio de carril se hizo estándar para la señal de giro.
Se ofreció una familia completamente nueva de motores V8. El seis cilindros todavía estaba disponible, pero rara vez se pedía; solo se fabricaron 355. El V8 base era el de 290 plg³ (4,8 L) con un carburador de 2 cuerpos, mientras que dos V8 de 343 plg³ (5,6 L) eran opcionales: uno con carburador de dos cuerpos que funcionaba con combustible normal, así como una versión de combustible extra de alta compresión (10.2:1) con un carburador de 4 cuerpos y escape doble que producía 280 HP (209 kW; 284 CV) a 4800 rpm y 365 pies·libra fuerza (495 N·m) de par motor a 3000 rpm. Se introdujo un sistema de suspensión trasera de brazo de arrastre de cuatro enlaces completamente nuevo que eliminó el diseño de transmisión por tubo de empuje anterior.
La prueba en carretera de la revista Motor Trend del Marlin con el motor de 343 pulgadas cúbicas (5,6 L) informó de que pasaba de cero a 60 mph en 9,6 segundos, y que recorría un cuarto de milla en 17,6 segundos a 82 mph (132 km/h) con dos pasajeros a bordo, cifras comparables a las de un Dodge Charger con un motor de 383 plg³ (6,3 L). La eficiencia del consumo de combustible con el V8 de 280 hp promedió 15,3 mpgAm (15,4 L/100 km) en ciudad y 17,6 mpgAm (13,4 L/100 km) en carretera, mientras que con el motor de seis cilindros en línea de 155 hp, promedió 17,3 mpgAm (13,6 L/100 km) en ciudad y 20,4 mpgAm (11,5 L/100 km) en carretera. El Marlin "también se manejaba bien" y presentaba asientos reclinables que "bien valen los 44,65 dólares extra para cualquiera que viaje largas distancias".
Las ventas del Marlin rediseñado cayeron a 2.545 unidades. Esto se debió en parte a la disminución de la confianza de los clientes en la solidez financiera del fabricante de automóviles bajo el liderazgo de Abernethy, en parte a la confusión causada por el alejamiento de AMC de sus leales clientes de segmentos de mercado "económicos" hacia el segmento dominado por los "Tres Grandes" nacionales (GM, Ford y Chrysler), y en parte como un reflejo del canibalismo de su mercado potencial por la exitosa introducción del Javelin. Los compradores no recurrieron a los fastback de tamaño "familiar", incluido el Dodge Charger, cuyas ventas del modelo de 1967 cayeron a la mitad en comparación con su año de presentación anterior de 1966. Tanto el AMC Marlin como el Dodge Charger de primera generación de aspecto muy similar "se lanzaron al mercado cuando los compradores de coches deportivos mostraban su preferencia por los pony cars compactos". El Marlin dejó de fabricarse a finales del año del modelo de 1967.

## Carreras
El Marlin "fue un actor pasado por alto en el panorama de los muscle cars", pero se hizo un hueco en la competición a pesar de no contar con el respaldo de un equipo de fábrica oficial. Roy Abernethy se opuso al patrocinio corporativo de actividades que exaltasen la velocidad y el rendimiento, y había establecido la prohibición de que la empresa participara en las carreras de automóviles. Mientras que los tres grandes fabricantes de automóviles de EE. UU. se centraban en el alto rendimiento a principios de la década de 1960, la publicidad de AMC decía: "¿Por qué no participamos en las carreras de los Rambler V-8 de alto rendimiento? Porque la única carrera que le importa a Rambler es la raza humana". Sin embargo, el Marlin de 1965 fue un intento de atraer clientes más jóvenes, y en consecuencia se promocionó a pesar de romper con la imagen que pretendía dar la empresa, de manera que los concesionarios de AMC comenzaron a patrocinar por su cuenta a los Rambler en pruebas automovilísticas.

### Carreras de aceleración
Preston Honea alcanzó la fama en las carreras de aceleración con el "Bill Kraft Rambler". Su trayectoria comenzó en 1964, cuando el concesionario Bill Kraft Rambler instaló un motor AMC V8 de un Ambassador altamente modificado (el V8 de 327 plg³ (5,4 L) ampliado a 418 plg³ (6,8 L), cuatro carburadores y colector de admisión especial) en un Rambler de 1964, que alcanzaba 112 mph (180 km/h) en la pista de aceleración de Fontana. Para la temporada de 1965, Kraft construyó un nuevo Bill Kraft Rambler, esta vez un Marlin Funny Car de carrocería fastback alimentado con alcohol e inyección de óxido nitroso. El motor AMC fue reemplazado por un Plymouth Hemi. En su primera salida, el automóvil con motor Hemi corrió un cuarto de milla en 10,31 segundos, alcanzando una punta de 138 mph (222 km/h).

### En óvalos de competición
Roy Haslam, miembro de 1999 del Victoria Auto Racing Hall of Fame, compitió con su AMC Marlin Super Stock (image) en Canadá y en los Estados Unidos. Ganó la Copa de julio y fue tercero en los campeonatos de puntuación de la temporada.

### Resistencia
Los hermanos Larry y Don Hess corrieron en un Marlin en las 24 Horas de Daytona de 1966. Patrocinado por Queen City Rambler, un concesionario AMC de Charlotte, el automóvil compitió con una equipación prácticamente de serie, e incluso llevaba la antena de la radio. Se quitaron los asientos de los pasajeros, se instaló una jaula de seguridad y se reemplazó el sistema de escape de fábrica por unos colectores abiertos que salían por debajo de las puertas. El Marlin se retiró después de 80 vueltas por sobrecalentamiento y problemas de dirección, y, según los informes, se vendió como un coche usado después de la carrera.

## Versiones especiales
Los diseñadores y estilistas de American Motors fabricaron dos coches de exhibición operativos. Ambos utilizaron la plataforma de la primera generación de Marlin y promovieron el nuevo énfasis de Rambler en el lujo y el glamour.
- El Black Marlin realizó una gira por los acontecimientos automovilísticos de 1965 junto con atractivas mujeres jóvenes con traje de marinero. Estaba acabado en negro, dotado de "un interior elegante y con estilo".[61]
- La versión de lujo Tahiti realizó una gira en 1966, comenzando con el Salón del Automóvil Internacional de Norteamérica en Detroit. Estaba acabado en un brillante azul metalizado con "tapicería floral brillante de los mares del sur" y cojines a juego.[62]
- El Marlin II fue un experimento de diseño realizado en 1965 para fabricar un Marlin de primera generación con la parte delantera del Ambassador.[6] Los informes de productos avanzados de "Popular Mechanics" indicaron que el Marlin existente se mantendría, pero que se agregaría una versión más larga con distancia entre ejes del Ambassador para la gama de 1966.[63] "Popular Science" también señaló que AMC estaba trabajando en un fastback más grande, así como en un modelo fastback 106 compacto, similar a Tarpon.[64] El Marlin II esencialmente predijo el cambio a la plataforma de distancia entre ejes más larga que se produjo en la temporada de 1967. Richard Teague usó el automóvil de diseño Marlin II real, que se vendió en 1967.[65]
- George Barris personalizó un Rambler Marlin de 1966 para Rader, un fabricante de ruedas, para usarlo en la promoción. El automóvil se volvió a pintar de color "rojo caramelo" con pan de oro en polvo en la capa transparente, y tenía ruedas Rader con neumáticos de "pared gruesa", una rejilla de malla reelaborada con cuatro faros Cibié rectangulares y el maletero en color "perla negra" con piel artificial Naugahyde.[66] Posteriormente, Barris trabajó con AMC para producir kits de personalización instalados por el distribuidor para el AMX.[67]
- Se cortó el techo de un Marlin de 1966 para los Miami Marlins, un equipo de béisbol profesional con sede en Miami Gardens, Florida.[68] Sin asientos excepto para el conductor, el automóvil se usó en desfiles y ceremonias en el Hard Rock Stadium y transportó a la mascota del equipo "Billy the Marlin" para que los aficionados del club la vieran durante la temporada del campeonato mundial de béisbol de 1997.[69]

## Legado

### Nuevos segmentos de mercado
A pesar de que "la bienvenida general a la nueva generación de fastbacks medianos como un soplo de aire fresco", este tipo de coches no fue un gran éxito en el mercado, aunque según Consumer Reports, desafiaron "las pautas habituales de tamaño y clase de precio, y no se podían comparar con ningún estándar".
El Marlin tuvo bajas ventas en general, pero generó publicidad y entusiasmo, atrayendo clientes potenciales a los distribuidores de AMC no solo para sí mismo sino sobre todo para otros modelos. También agregó un margen positivo a las ventas de la compañía, y en su primer año contribuyó a generar una ganancia de 5,2 millones de dólares (50 275 818 $ en 2023) para AMC en el año fiscal de 1965, a pesar de una huelga de tres semanas por promovida por el Sindicato de Trabajadores del Automóvil.
El mercado de automóviles de mediados de los años sesenta en los EE. UU. estuvo marcado por una creciente influencia de los compradores más jóvenes, que querían coches con una imagen deportiva. La mayor parte de la "deportividad" de los modelos se debió a una efectiva política de promoción. Insatisfecho con los vehículos "estándar", el mercado pasó a nuevos segmentos que incluían los pony car, los muscle car y los de lujo personales. Muchos eran derivados fuertemente rediseñados de modelos de gran producción, con numerosas partes comunes compartidas. Además, fueron constructores de imagen y generadores de grandes ganancias para sus fabricantes. El objetivo del Marlin era mover a la compañía en esta dirección. Sin embargo, AMC "tenía una imagen establecida como una empresa experta en el campo de los coches pequeños" y, por lo tanto, se debió enfrentar a algunos problemas para comercializar el Marlin como un gran deportivo. Además, "el Marlin en realidad representó un doble salto" para AMC: en el rendimiento, así como en la personalización. El modelo tuvo un buen comienzo, pero las ventas tocaron fondo rápidamente en el año del modelo de 1967. La filosofía anti-carreras del fabricante de automóviles cambió después de que se gastaron 40 millones de dólares (375 630 769 $ de 2023) para desarrollar una nueva familia de motores V8, y AMC recurrió a las "pruebas de competición como un medio para modificar su asentada reputación por la economía".
Aunque el Marlin se suspendió en 1967, allanó el camino para un reemplazo exitoso: el AMC Javelin de 1968, un verdadero pony car. Por lo tanto, la introducción del Marlin en 1965 puede verse como un movimiento provisional en el mercado por parte de AMC, influido por la falta de un motor V8 de la compañía en ese momento para adaptarse al chasis compacto de Rambler. Como automóvil de tamaño mediano, el Marlin no era un pony car elegante y asequible, y después de tres años de producción, "se descartaría en favor de otro modelo de dos puertas: el nuevo y moderno Javelin".

### En la campaña de Mitt Romney de 2002
El Marlin fue objeto de una controversia política en la campaña de Mitt Romney, candidato republicano a Gobernador de Massachusetts en 2002.
En un anuncio de televisión, Romney y su esposa Ann describían con ternura su primera cita y cómo se enamoraron. La señora Romney recordaba que su esposo llegó a recogerla en "un coche de aspecto ridículo", y que se quedó sin gasolina de camino a casa. Por su parte, Mitt Romney decía sentirse avergonzado por el hecho de que en la escuela superior conducía un automóvil que era "un poco horrible".
Lo que Romney no dijo en los anuncios era que se trataba de un Marlin nuevo, fabricado por la compañía que dirigió su padre George Romney entre 1954 y 1962.
El candidato rival, Shannon O'Brien, manifestó que Romney "realmente conducía un coche genial", un "modelo de lujo personal" según la revista AutoWeek; y la candidatura demócrata emitió un comunicado de prensa en el que se criticaba a Romney, afirmando que: "... el hecho de que Mitt Romney se sintiera avergonzado por su coche nuevo de entonces demuestra lo alejado que está de mantenerse en contacto con la realidad de los trabajadores normales".

### Similitud con el Chrysler Crossfire

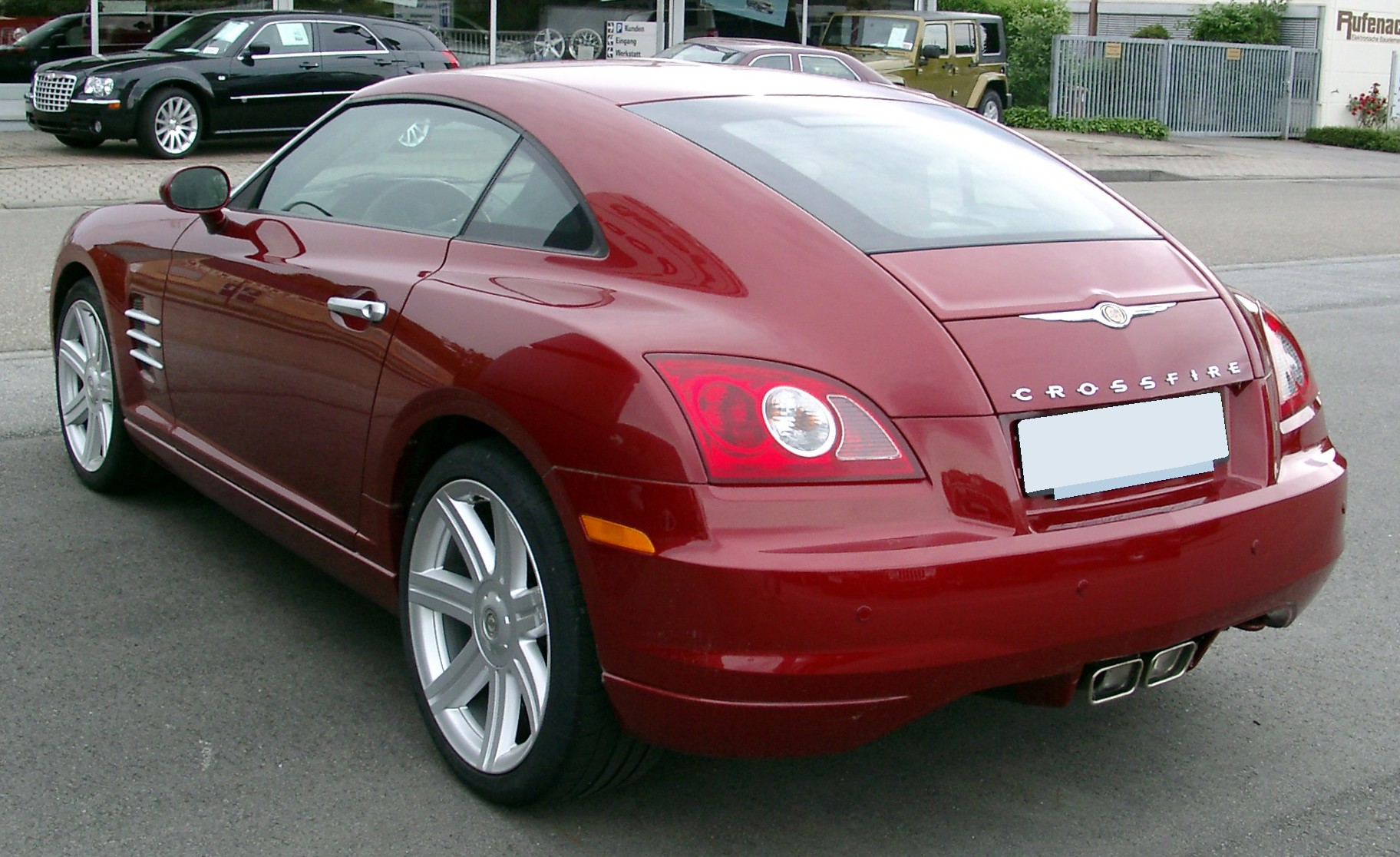
El techo, los guardabarros traseros y el diseño de la parte posterior del Crossfire se parecían a los del Marlin

Algunos de los componentes principales del diseño del Marlin regresaron en 2004 con el Chrysler Crossfire, un cupé fastback. El deportivo de dos asientos y tracción trasera se desarrolló cuando Chrysler se fusionó con el fabricante de automóviles alemán Mercedes-Benz (formando DaimlerChrysler), y compartía la mayor parte de sus componentes con el Mercedes-Benz SLK320. El prototipo original fue diseñado por Eric Stoddard, refinado por Andrew Dyson y construido por el carrocero alemán Karmann. Tanto el Marlin como el Crossfire se hicieron "más conocidos por el aspecto de su parte trasera que por su estilo frontal".
El nuevo cupé poseía una línea de techo fastback con amplios guardabarros traseros, una configuración de la parte posterior que llevó a muchos periodistas a comentar el parecido del Crossfire con el AMC Marlin. Por ejemplo, el periodista automovilístico Rob Rothwell escribió que: "... cuando vi por primera vez las líneas traseras del Chrysler Crossfire, me transporté instantáneamente a 1965 y a mi coche favorito de aquel año, el Rambler Marlin"; y el editor de Automotive de "The Detroit News" describió la "parte trasera distintiva de cola de barco que recuerda a más de un observador al viejo Rambler Marlin". Motor Trend también comparó el "provocativo tema de la cola de barco" del Crossfire 2004 con la del AMC Marlin. Incluso las características de conducción del Crossfire fueron comparadas por un periodista británico con "un AMC Marlin desafinado de 1967, con la suspensión bloqueada".

## Coleccionismo

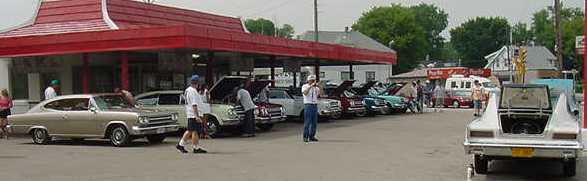
Modelos Marlin de 1965~–1966 en una reunión del Marlin Auto Club en Kenosha, Wisconsin

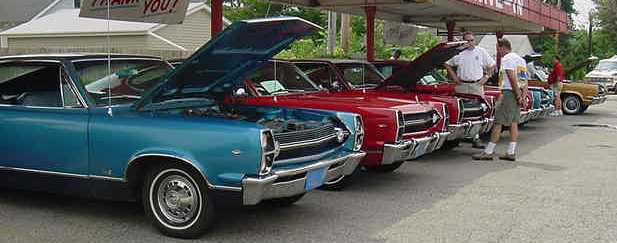
Algunos de los Marlin de 1967 que asistieron a una exhibición del Marlin Auto Club

El distintivo Marlin ha encontrado un nicho entre los aficionados a los coches clásicos y los coleccionistas de vehículos históricos, como lo demuestra el respaldo de los entusiastas con la existencia de un club de una sola marca, que ofrece información a los interesados en "estos coches poco comunes y fascinantes". Aunque es un modelo de producción relativamente baja, el Marlin es un derivado de los modelos de mayor volumen de AMC, por lo que comparte muchas partes comunes. Se pueden encontrar a la venta vehículos con distintas apariencias y condición mecánica. Las ventajas para los coleccionistas del modelo de 1965 incluyen un rendimiento aceptable con transmisiones opcionales, rarezas históricas, lujoso interior con asientos envolventes y sus precios aún bajos; mientras que el estilo "distintivo" del Marlin, los problemas de oxidación y la lenta apreciación del valor son sus principales desventajas. Los bajos números de producción del Marlin también significan que "nunca habrá demasiados propietarios de Marlin con los que codearse".
También hay muchos clubes de autos Rambler y AMC locales y nacionales activos (tanto en EE. UU. como en otras naciones) que dan la bienvenida a los propietarios de un Marlin.

### Modelos a escala
Una maqueta promocional muy detallada de un Marlin a escala 1/25 fue fabricada bajo licencia de AMC por Jo-Han de los modelos de los años 1965 y 1966. Las únicas diferencias son sus rejillas y la eliminación del nombre Rambler en la década de 1966. Un modelo de fricción también de Jo-Han estaba disponible en 1966. Aunque se comercializaron en una gran variedad de combinaciones de colores de uno y dos tonos, muchas de estas "promociones de distribuidores" se realizaron en plástico de dos tonos azul agua/azul oscuro. Cuando los distribuidores de AMC dejaron de entregarlos cuando la gama de 1966 se acercaba a su fin, miles de estos modelos se regalaron a instituciones como hospitales infantiles y orfanatos. Ahora son muy buscados y alcanzan precios considerables. Su valor puede oscilar entre 200 y 400 dólares para ejemplares en buen estado en su caja original que todavía conservan el adorno del capó.
Jo-Han también produjo kits de plástico a escala 1/25 del Marlin de 1966, (Jo-Han C1900) y los reeditó a mediados de la década de 1970 en la serie "U.S.A. Oldies" (Jo-Han C-3666). Se basan en los modelos promocionales, pero hoy en día son menos valiosos. Según Steve Magnante de la revista Hot Rod, la compañía Jo-Han parece estar lista para regresar al mercado con sus maquetas sin ensamblar más famosas que evocan modelos poco convencionales, pero recomienda que "ahorre, esto va a ser caro".
También se vendieron dos cochecitos metálicos de pequeño tamaño bajo las marcas Corgi Toy y Mettoy Playcraft, fabricados en el Reino Unido a finales de la década de 1960. Ambos se hicieron a escala 1:48. Uno era un Marlin de dos tonos, rojo y negro, con puertas que se abrían y un gancho de remolque. El modelo a escala "Rambler Marlin Sports Fastback" (Corgi 263) fue lanzado al mercado en 1966 y retirado en 1969. Además de la pintura bicolor con paragolpes y parrilla cromados, el modelo presenta un detallado interior acabado en blanco y los respaldos de los asientos delanteros se pueden inclinar hacia adelante (como en los coches reales). El segundo fue un juego en caja de regalo (Corgi GS10) con el Marlin acabado en azul con un techo blanco y con un portaequipajes para un kayak, además de remolcar un remolque a juego con escotillas que se abren. Lanzado en 1968, este conjunto tuvo una corta duración en el mercado de solo 11 meses.